# Skarb (film 1981)
Skarb (tyt. oryg. Thesari) – albański film fabularny z roku 1981 w reżyserii Muharrema Fejzo, na motywach opowiadania Strażnicy skarbu (alb. Ruajtësi i thesarit) Anastasa Kondo.

## Opis fabuły
W czasie wojny Kiço był odpowiedzialny za zbiórkę pieniędzy, niezbędnych dla utrzymania partyzantów z oddziału. Po wyzwoleniu nikt już nie pamięta, że dawał pieniądze i ile, ale Kiço próbuje odnaleźć przynajmniej część z nich i oddać im pieniądze, które nie zostały wydane w czasie wojny.
Film realizowano w Durrës.

## Obsada
- Jani Riza jako Kico
- Miriam Bruçeti jako Sofia
- Aleksandër Pogaçe jako Steiner
- Gentian Bashi jako Toli
- Piro Kita jako Gaqo
- Besnik Bisha jako Tomorri
- Enver Dauti jako pracownik banku
- Ndriçim Xhepa jako Limani
- Viktor Bruçeti jako aptekarz